# 이르지 오르텐

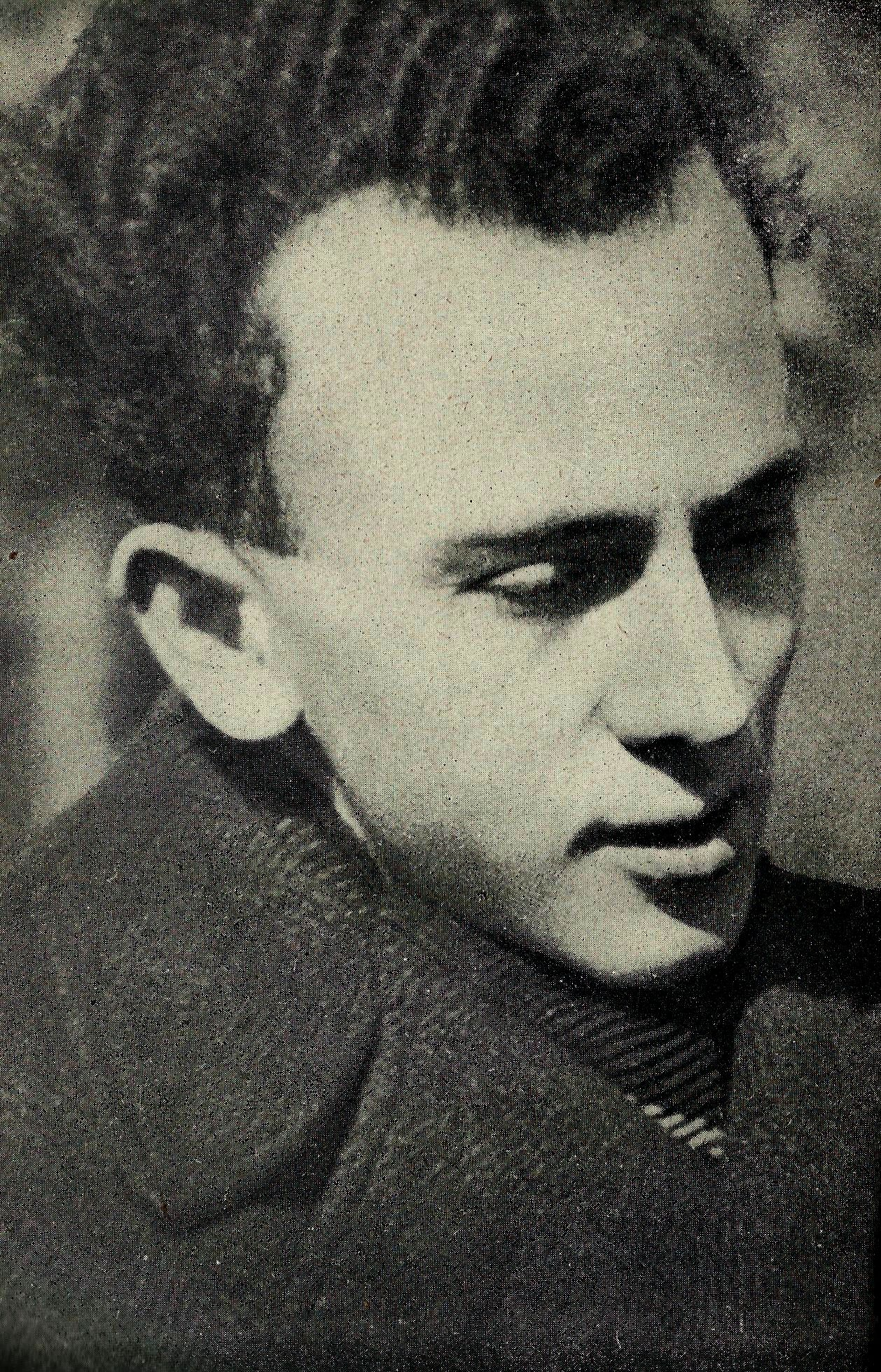

이르지 오르텐(체코어: Jiří Orten, 1919년 8월 30일~1941년 9월 1일)은 체코어 시인이자 실존주의 작가 중 한 명이다.
쿠트나 호라(Kutná Hora)에서 태어났다. 외국어와 연기를 공부하였으나 유대인이라는 이유로 학교에서 쫓겨난다.
그 후에 카렐 일렉크(Karel Jílek), 이르지 야쿠프(Jiří Jakub) 등의 가명으로 출판한다.

형제:
- 오타 오르네스트 (Ota Ornest)
- 즈데녜크 오르네스트 (Zdeněk Ornest)

## 작품
어떤 단체에도 가입한 적이 없지만 실존주의의 영향을 받았다. 오르텐의 작품은 체코 시에 많은 영향을 주었다. 그의 시들은 급격하게 변하던, 그리고 많은 상처를 남긴 시대의 젊은이들의 느낌을 표현하고 있다.
- Čítanka jaro, 1939년
- Cesta k mrazu, 1940년
- Jeremiášův pláč, 가명으로 출판
- Ohnice, 1941년
- Eta-eta žlutí ptáci, 산문

1945년 사후에 대부분의 작품이 출판되었다.
- Elegie(엘레지, 슬픈 노래)
- Dílo Jiřího Ortena(이르지 오르텐의 작품)
- Deníky Jiřího Ortena(이르지 오르텐의 일기), 1958년